# Don Victoriano Chiongbian

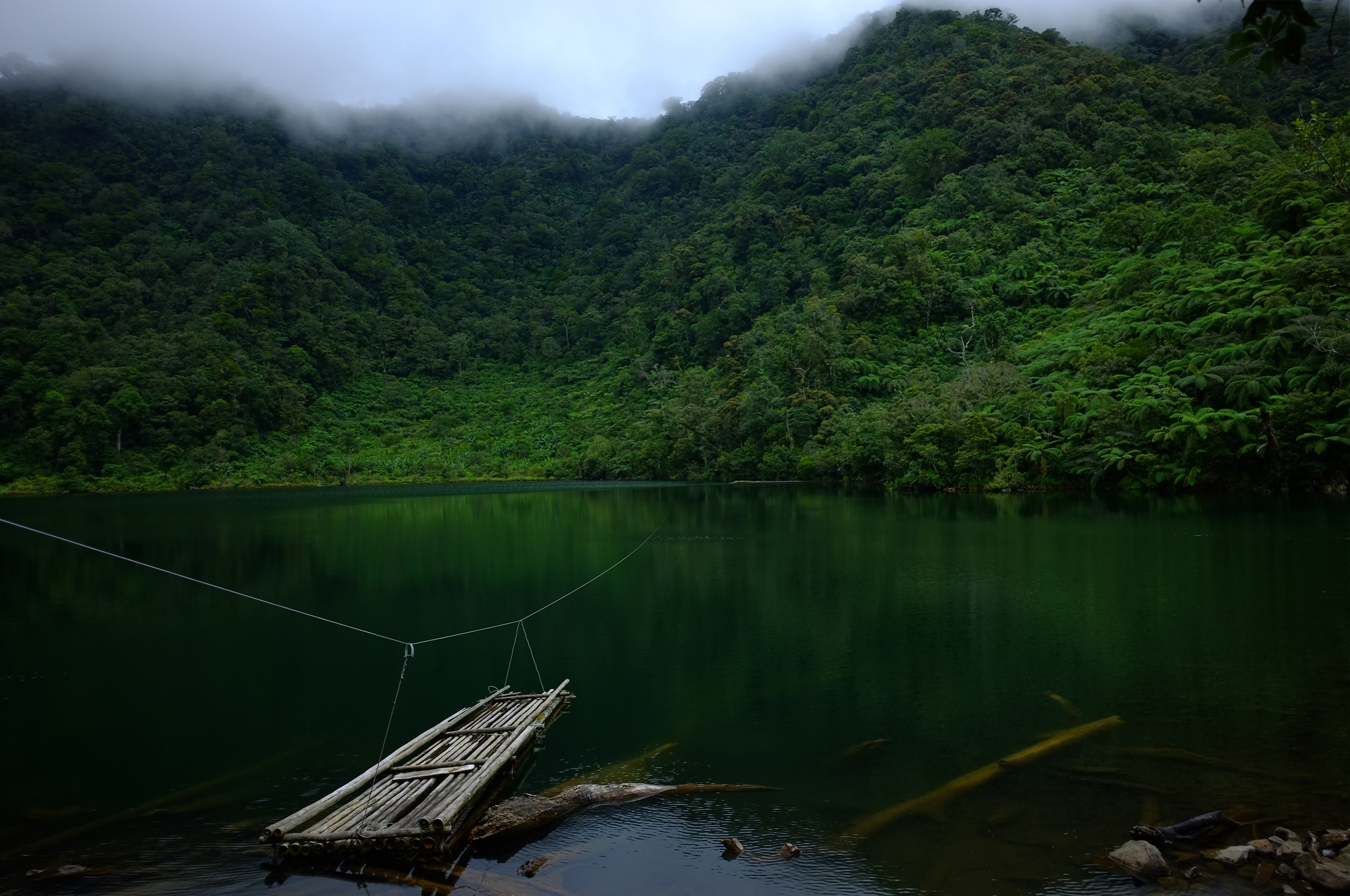
Le lac Duminagat, à Don Victoriano Chiongbian. Octobre 2017.

Don Victoriano Chiongbian est une localité de la province du Misamis occidental, aux Philippines. En 2015, elle compte 10 183 habitants.